# Беллуччи, Клаудио
Кла́удио Беллу́ччи (англ. Claudio Bellucci; родился 31 мая 1975 года в Риме, Италия) — итальянский футболист, нападающий.

## Карьера
Начал свою карьеру в «Сампдории» в серии А. Дебютировал за клуб 13 марта 1994 года в гостевой игре против «Милана», матч завершился поражением «Сампдории» со счётом 1:0. Затем отыграл один сезон в аренде за клуб «Фьоренцуола» из серии С1. Вернулся в «Сампдорию» в 1994 году и отыграл за клуб 2 сезона. Позже уехал в «Венецию» из серии В.

### «Наполи»
Проведя один сезон в «Венеции», Беллуччи затем стал выступать за другой итальянский клуб — «Наполи». Вместе с клубом он сначала вышел в Серию В в 1998 году, а затем в Серию А в 2000 году. В 2001 году Клаудио перешёл в «Болонью», которая тоже выступала в Серии А.

### «Болонья»
Сезон 2004/2005 оказался для Беллуччи неудачным, так как клуб вылетел в Серию В. Он забил 19 мячей из 25 игр.

### Возвращение в «Сампдорию»
Клаудио за бесплатно вернулся в «Сампдорию» 15 июня 2007 года. Он подписал контракт на 2 года с возможностью продления его ещё на 1 год. Он забил 12 мячей в 32 играх, но затем Клаудио получил травму сухожилия и ему пришлось пропустить 5 месяцев.